# Coupe panaméricaine de tennis de table
La Coupe panaméricaine de tennis de table est une compétition annuelle de tennis de table organisée dans les Amériques depuis 2017. Elle comprend des épreuves simples hommes et femmes. Seuls 16 joueurs invités et pas plus de 2 joueurs par association sont autorisés à participer à chaque épreuve. Depuis sa création, elle est reconnue comme l'épreuve de qualification pour la Coupe du monde de tennis de table. Les compétitions sont organisées conjointement par l'Union latino-américaine de tennis de table et l'Union nord-américaine de tennis de table. L'événement est homologué par la Fédération internationale de tennis de table (ITTF).

## Résultats

### Simple messieurs
| Année | Lieu                       | Or             | Argent         | Bronze            | Ref.  |
| ----- | -------------------------- | -------------- | -------------- | ----------------- | ----- |
| 2017  | San José, Costa Rica       | Gustavo Tsuboi | Eric Jouti     | Gaston Alto       | [ 3 ] |
| 2018  | Asunción, Paraguay         | Hugo Calderano | Gustavo Tsuboi | Kanak Jha         | [ 4 ] |
| 2019  | Guaynabo, Puerto Rico      | Hugo Calderano | Kanak Jha      | Gustavo Tsuboi    | [ 5 ] |
| 2020  | Guaynabo, Puerto Rico      | Hugo Calderano | Gustavo Tsuboi | Kanak Jha         | [ 6 ] |
| 2024  | Corpus Christi, États-Unis | Edward Ly      | Nicolas Burgos | Alberto Mino      | [ 7 ] |
| 2025  | San Francisco, États-Unis  | Kanak Jha      | Eugene Wang    | Horacio Cifuentes | [ 8 ] |
| 2025  | San Francisco, États-Unis  | Kanak Jha      | Eugene Wang    | Eric Jouti        | [ 8 ] |

### Simple dames
| Année | Lieu                       | Or              | Argent     | Bronze          | Ref.  |
| ----- | -------------------------- | --------------- | ---------- | --------------- | ----- |
| 2017  | San José, Costa Rica       | Lily Zhang      | Zhang Mo   | Wu Yue          | [ 9 ] |
| 2018  | Asunción, Paraguay         | Zhang Mo        | Wu Yue     | Bruna Takahashi | [ 4 ] |
| 2019  | Guaynabo, Puerto Rico      | Adriana Díaz    | Zhang Mo   | Wu Yue          | [ 5 ] |
| 2020  | Guaynabo, Puerto Rico      | Adriana Díaz    | Lily Zhang | Wu Yue          | [ 6 ] |
| 2024  | Corpus Christi, États-Unis | Bruna Takahashi | Amy Wang   | Mo Zhang        | [ 7 ] |
| 2025  | San Francisco, États-Unis  | Bruna Takahashi | Lily Zhang | Amy Wang        | [ 8 ] |
| 2025  | San Francisco, États-Unis  | Bruna Takahashi | Lily Zhang | Mo Zhang        | [ 8 ] |

## Tableau des médailles
Mise à jour le 24.02.2025
| Rang | Pays       | Or | Argent | Bronze | Total |
| ---- | ---------- | -- | ------ | ------ | ----- |
| 1    | Brésil     | 6  | 3      | 3      | 12    |
| 2    | Porto Rico | 2  | 0      | 0      | 2     |
| 3    | États-Unis | 2  | 5      | 6      | 11    |
| 4    | Canada     | 1  | 3      | 2      | 6     |
| 5    | Chili      | 0  | 1      | 0      | 1     |
| 6    | Argentine  | 0  | 0      | 2      | 2     |
| 7    | Équateur   | 0  | 0      | 1      | 1     |